# Atisbo (Album)
Atisbo ist ein Jazzalbum des Quartetts Tulpas. Die am 6. Juni 2021 unter Live-Bedingungen im Batería Estudio in Mexiko-Stadt entstandenen Aufnahmen erschienen 2024 auf Astral Spirits.

## Hintergrund
Tulpas besteht aus Germán Bringas (Tenor- und Sopransaxophon), Arturo Báez (Kontrabass), Gibrán Andrade (Schlagzeug und Gesang) und Jarrett Gilgore (Altsaxophon). Gibrán Andrade, geboren 1965, ist seit den 1980er-Jahren in der mexikanischen Improvisationsszene aktiv und arbeitete auch mit international bekannten Musikern wie Fred Frith, Chris Cutler, John Zorn und Tatsuya Yoshida. Gibrán Andrade und Germán Bringas haben im selben Jahr ein selbstbetiteltes Trioalbum mit Ingebrigt Håker Flaten vorgelegt.

## Titelliste
- Tulpas: Atisbo (Astral Spirits)

1. Una Mirada 18:13
2. Al Polvo 5:42
3. Casi Invisible 11:17
4. Antes Fue Otro 6:20

## Rezeption
Dieses Debüt eines Free-Jazz-Quartetts aus Mexiko-Stadt würde ein Licht auf die oft übersehene Avantgarde-Musikszene dieser Region werfen, schrieb Mike Borella (Avant Music News). Hier lieferten duellierende Saxophone diskordante und kantige Melodien über solide unregelmäßige Rhythmusmuster von Kontrabass und Schlagzeug. Klanglich würde Tulpas eine Balance zwischen Europäischer Improvisation und amerikanischem Jazz finden, mit Strukturen, die klängen, als würden sie gleich auseinanderfallen, es aber irgendwie schaffen, kohärent zu bleiben. Atisbo dokumentiere eine neue Perspektive auf die Veteranen und neuen Stimmen der Szene.
Abgesehen von einer poetisch-pathetischen Beschreibung sei Atisbo wirklich ein großartiges Erlebnis, denn die Ehrlichkeit und Rohheit seiner Aufnahme, gepaart mit seiner Energie, versetzt die Hörer in die Mitte des Ground Zero, wo diese Musiker am 6. Juni 2021 zusammenkamen, um ihren jeweiligen Instrumenten freien Lauf zu lassen, schrieb Jorge Castro (Nomadas Press). Dieses Quartett  würde sich im Stil der freien Improvisation bewegen, verbunden mit wildem Jazz: Was von den Bläsern Bringas und Gilgore kommt, sei aufgrund seiner unterschiedlichen Klangfarben, Tonlagen und der endlosen Töne, die in alle Richtungen schießen, kaleidoskopisch; der Kontrabass sei ein arrhythmisches Herz, manchmal anhaltend beschleunigt, dann besorgniserregend ruhig; das Schlagzeug mit all ihren Nuancen weit davon entfernt, eine einfache Stützmauer zu schaffen, sondern bilde eine ganze Struktur, die sie umschließe und ihr Form verleihe, sie aber auch atmen lasse. Hervorragend sei die „Sensibilität und Kommunikation, die auf einem Album wichtig sind wie Atisbo, mit Musikern wie denen, aus denen Tulpas besteht, sind sie in jeder Sekunde präsent.“